# Жёлтая майка

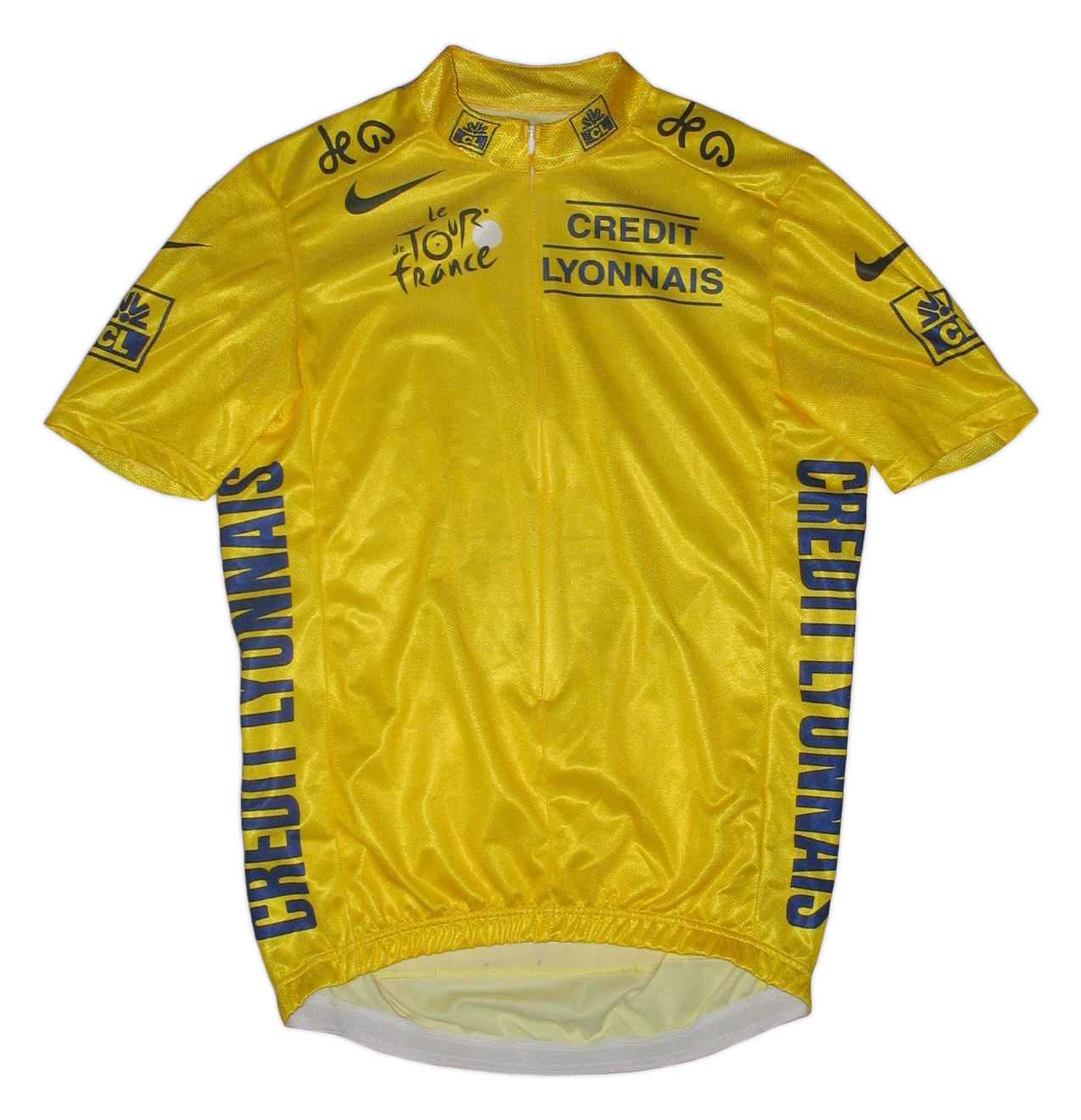
Жёлтая майка в велоспорте

Жёлтая майка лидера — отличительная майка спортсмена, лидирующего в общем зачёте какого-либо соревнования. Впервые введена на велогонке Тур де Франс, но на данный момент используется во многих других велогонках. Благодаря майке, легко идентифицировать текущего лидера общего зачёта среди всех участников соревнования.

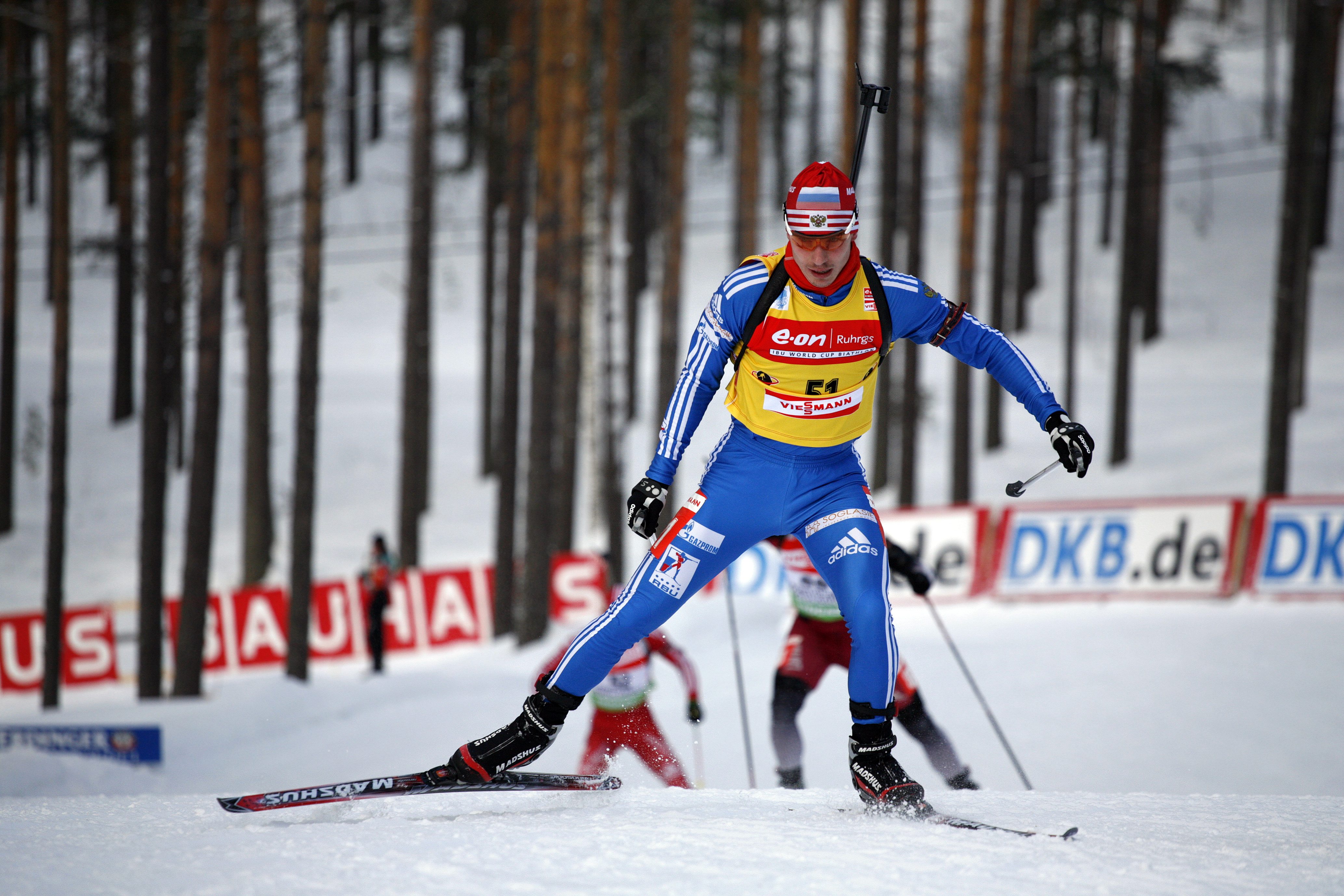
Евгений Устюгов в жёлтой майке лидера общего зачёта. Мужской спринт 10 км, 13 марта 2010 года, Контиолахти.

Также жёлтая майка (или жёлтый биб) используется в лыжных видах спорта и в биатлоне, где текущий лидер общего зачёта Кубка мира выступает в ней на очередном этапе.
Помимо жёлтой майки в спорте используют и майки других цветов (красная, розовая, белая и тд), показывающие лидерство спортсмена в специальных классификациях общего зачёта.
С течением времени, выражение жёлтая майка лидера стало нарицательным, обозначая человека или явление, понятие, намного опережающие в чём-либо всех остальных.